# 文森特港 (路易斯安那州)
港文森特（英語：Port Vincent），是美国路易斯安那州下属的一座村镇。根据2010年美国人口普查，该市有人口741人。建置上，属于“village”。